# マザンティ・アウトモビリ
マザンティ・アウトモビリ(Mazzanti Automobili)は、イタリアの自動車会社。

## 概要
イタリアのトスカーナを拠点とする。2002年から参入して歴史は浅いものの、ブランドを確立しつつある。生産する車種はエヴァントラで少数を生産する。
年間5台しか生産していない。

## 沿革
創業者のルカ・マザンティは実家がレースカーや一般車の修理を家業としていて彼が38歳の時に創業した。

## ラインナップ
エヴァントラ
2013年に発表されたハイパーカー。ボディはカーボンファイバー製で重量は1300kg、エンジンは1000馬力以上の7LツインターボV型8気筒で0から100km/hが2.7秒、最高速度は400km/h以上。

## ギャラリー

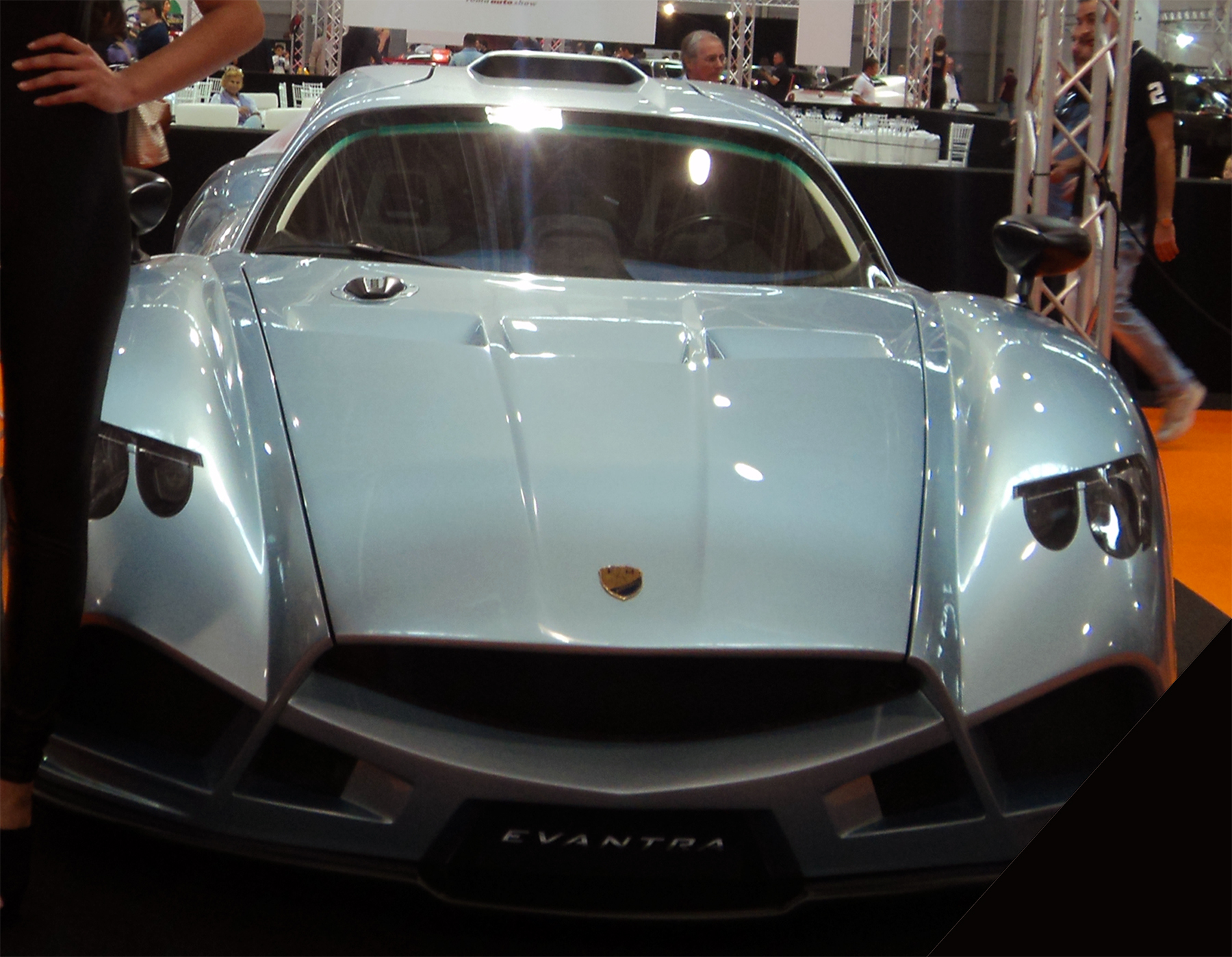
Evantra
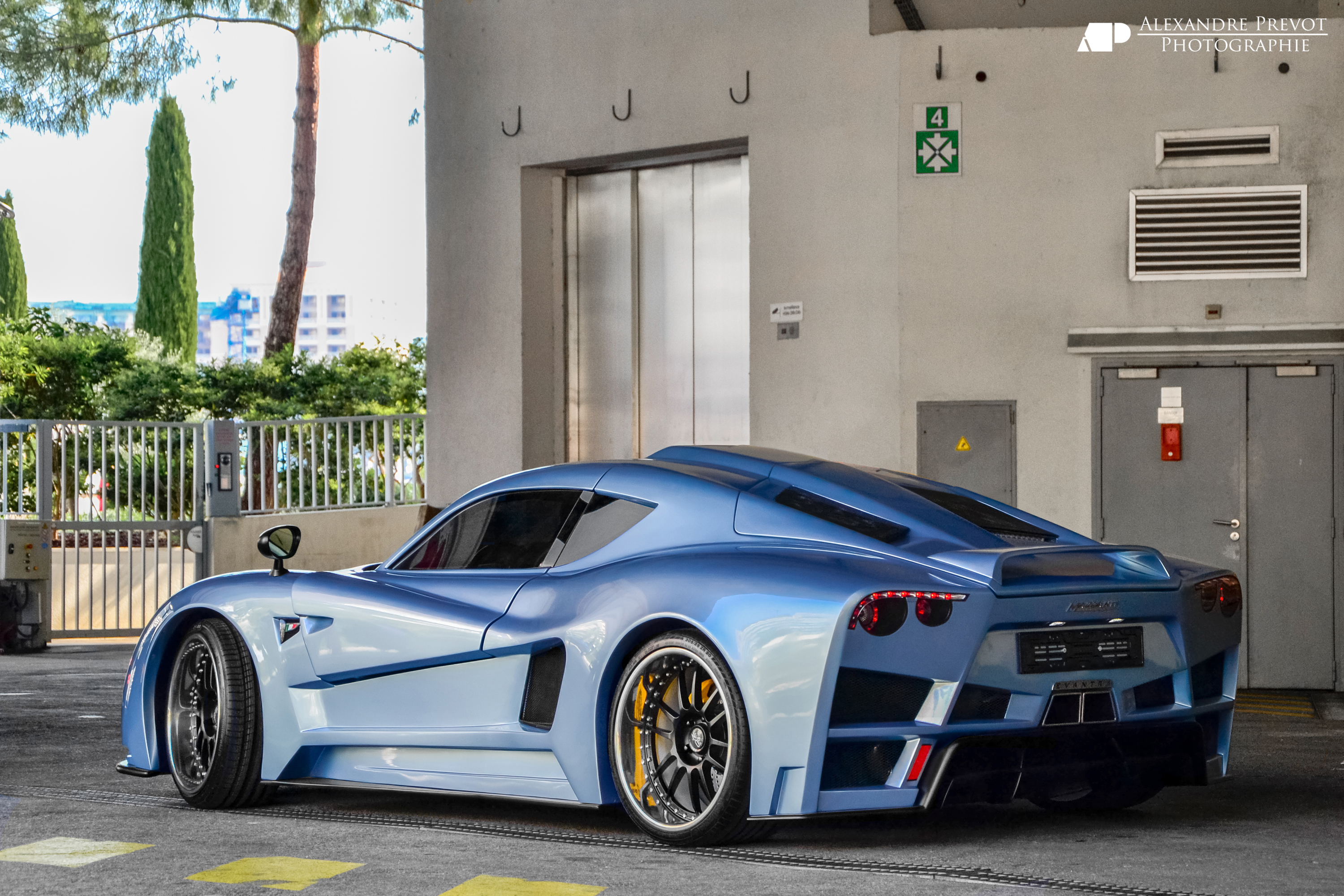
後部から見たEvantra